# Thái Bình
Thái Bình è una città del Vietnam, capoluogo della provincia omonima.
Durante il X secolo la zona era sotto il dominio del clan Trần, poi salito al potere come la dinastia Trần all'inizio del XIII secolo. La città si sviluppò attorno alla pagoda Keo, costruita nel 1061.